# WSTR (гурт)
WSTR — англійський поппанк-гурт із Ліверпуля, Англія. До складу гурту входять Семмі Кліффорд (вокал), Філ Вінн (гітара), Алекс Тобіянські (бас-гітара) і Шон Карсон (ударні). Станом на лютий 2024 року вони підписані на лейбл Life or Death Records, до цього вони виходили на No Sleep Records і Hopeless Records.

## Історія

### 2015: заснування та мініальбомSKRWD
Сформований у 2015 році гурт підписав контракт із лейблом No Sleep Records і випустив перший сингл «Graveyard Shift» у березні, у кліпі на який знялися учасники Neck Deep. Після цього WSTR грали на фестивалі Pinky Swear Records у Манчестері 2 травня, хедлайнерами якого були Man Overboard, і на Furyfest у Ліверпулі 3 травня, також вони виступали на Empire Festival у Шеффілді 17 травня. WSTR виступили на фестивалі Jump On Demand Records, також у Ліверпулі, пізніше того ж червня,  на Hevy Fest у Порт-Лімпні, Кент, і на фестивалі Make A Scene у Мідлсбро, Північний Йоркшир, у серпні.
Перший мініальбом гурту — SKRWD — вийшов 4 вересня. Він був спродюсований і записаний Себом Барлоу, братом фронтмена гурту Neck Deep Бена Барлоу (пізніше сам став учасником гурту), на Celestial Recordings. Потім вони грали на Hype Fest у Бірмінгемі 28 листопада. У грудні журнал Rock Sound номінував WSTR на звання «Найкращий британський новачок», яке зрештою отримав гурт Boston Manor.

### 2016–2017:Red, Green or Inbetween
На початку 2016 року гурт потрапив до списку Kerrang! Class of 2016. Вони грали на фестивалі Less Than Three у Дербі і виступали на розігріві у Neck Deep на європейській частині світового турне разом з гуртом Creeper. Пізніше в липні вони грали на фестивалі 2000Trees Festival на Upcote Farm у Челтнемі, графство Глостершир. У вересні вони випустили сингл «Lonely Smiles» зі свого майбутнього альбому.
На підтримку першого альбому гурт вирушив у свій перший хедлайнерський тур «The Inbetween Tour» з жовтня по листопад 2016 року за підтримки Milestones, також зігравши на фестивалі Slam Dunk. Протягом цього часу гурт записав акустичну версію другого синглу альбому, «Footprints», який був доступний за принципом «назви свою ціну» на їхній сторінці на Bandcamp. Крім того, вони відіграли на розігріві у Roam під час туру останніх по Великобританії та Ірландії на підтримку альбому Backbone і випустили третій сингл «Featherweight».
20 січня 2017 року гурт випустив перший повноформатний альбом «Red, Green or Inbetween». Потім вони грали на розігріві у Seaway у турі Великобританією разом із The Gospel Youth, а пізніше того ж літа повернулися на фестиваль Slam Dunk. WSTR також виступали на фестивалі вантажівок у Hill Farm в Оксфордширі, на фестивалях Редінг і Лідс, на фестивалі Deadbolt у Манчестері та на фестивалі 2Q у Лінкольні, а також грали на розігріві у With Confidence в їх австралійському турне.

### 2018: підписання контракту з Hopeless Records іIdentity Crisis
4 червня 2018 року гурт оголосив про підписання контракту з Hopeless Records, після чого відіграв сет на фестивалі Download Festival у Великобританії. WSTR грали на розігріві для As It Is на кількох етапах туру okay (другий альбом гурту), спочатку в Європі з Courage My Love, а потім у Великобританії з Like Pacific і Grayscale. 31 серпня вийшов другий альбом, Identity Crisis, до якого увійшли сингли «Bad to the Bone», «Crisis» і «Silly Me». На підтримку релізу гурт приєднався до Neck Deep у другому північноамериканському етапі туру The Peace and the Panic Tour із Trophy Eyes і Stand Atlantic, а також вирушив у британське турне з Between You &amp; Me та Hey Charlie.

### 2019–2020: «Filthy» та мініальбомиGive Yourself a HellіSKRWD:Reimagined
На початку 2019 року WSTR знову вирушили в тур як супровідний гурт під час туру The Faim у Великобританії. Вони випустили кавер-EP під назвою Give Yourself a Hell з кавер-версіями «Give Yourself a Try» гурту The 1975 і «Gives You Hell» гурту The All-American Rejects, а також зіграли на третьому фестивалі Slam Dunk того літа. Восени WSTR розпочали повноцінне турне The Noise & Ones to Watch Presents Stand Atlantic і The Faim Co-Headline US Tour, в якому на розігріві виступали колеги Hold Close і Point North. Під час гастролей вони випустили нову пісню «Filthy».
25 листопада WSTR вирушили в хедлайнерський тур по Великобританії, який розпочався в Брайтоні та закінчився в Ноттінгемі 8 грудня. Потім вони приєдналися до Grayscale, Hot Mulligan і LURK у північноамериканському турі Nella Vita: Part II.
14 серпня 2020 року WSTR випустили нові версії двох попередніх пісень, «Ain't Great» і «South Drive», зі свого мініальбому SKRWD на EP під назвою SKRWD: Reimagined.

### 2021–дотепер: зміни у складі та‘Til the Wheels Fall Off
Наприкінці 2021 року WSTR оголосили про підписання контракту з Life or Death Records і незабаром після цього випустили сингл «Jobbo».
Гурт повернувся на аншлаговому фестивалі Twisted Summer Jam у липні 2022 року разом із Trash Boat у Донкастері, Велика Британія. На цьому концерті вперше виступили новий гітарист Філ Вінн і новий барабанщик Шон Карсон.
28 жовтня 2022 року вийшов новий сингл «Bot Lobby» із майбутнього альбому з датою виходу у 2023 році. За цим послідував хедлайнерський тур по Великобританії, який розпочався з розпроданого концерту на Night & Day у Манчестері. Він завершився концертом у рідному для гурту місті Ліверпулі 19 листопада 2022 року.
27 січня 2023 року гурт випустив сингл під назвою «3 Days Sober».
У березні 2023 року гурт анонсував свій довгоочікуваний третій альбом під назвою «Til the Wheels Fall Off». Заява супроводжувалася виходом синглу та титульного треку з альбому. «Til the Wheels Fall Off» вийшов на лейблі Life or Death Records 26 травня 2023 року.
Після анонсу гурт випустив ще два сингли («Poor Boy» і «Until Then») і оголосив семиденний тур Великобританією, що пройшов у вересні.

## Назва гурту
Спочатку гурт називався Waster, але згодом дізнався про однойменний гурт з Канади. Оскільки обидва гурти продавалися під однаковою назвою на iTunes, канадський гурт надіслав листа про припинення та відмову (cease and desist). Зрештою, гурт вирішив залишити максимально схожу назву, прибравши голосні, залишивши просто просто WSTR.

## Музичний стиль і впливи
WSTR зазвичай називають поппанк-гуртом. Соліст гурту, Семмі Кліффорд, сказав, що багато з його музичних впливів були пов'язані зі Сполученими Штатами, зокрема з Blink-182 та New Found Glory.

## Дискографія
Студійні альбоми
- Red, Green or Inbetween (2017)
- Identity Crisis (2018)
- 'Til the Wheels Fall Off (2023)

Мініальбоми
- SKRWD (2015)
- Give Yourself a Hell (2019)
- SKRWD: Reimagined (2020)

Сингли
- «Filthy» (2019)
- «All the Rage» (2021)
- «Jobbo» (2021)
- «Bot Lobby» (2022)
- «3 Days Sober» (2023)
- «Til The Wheels Fall Off» (2023)
- «Poor Boy» (2023)
- «Until Then» (2023)

Музичні кліпи
- «Graveyard Shift» (2015)[42]
- «Fair Weather» (2015)[43]
- «Lonely Smiles» (2016)[44]
- «Footprints» (2016)[45]
- «Eastbound & Down» (2017)[46]
- «Bad to the Bone» (2018)[47]
- «Crisis» (2018)[48]